# Collegium Novum
Collegium Novum (latinsko za Novi kolegij) je novogotska glavna zgradba Jagielonske univerze v Krakovu na Poljskem. Zgrajena je bila med letoma 1363 in 1365. Po uničenju v požaru sredi 19. stoletja je bila v letih 1873-1887 obnovljena po načrtih arhitekta Feliksa Księżarskega, ki se ujemajo s prvotnimi načrti. Odprta je bila za 500. obletnico ustanovitve Jagelonske univerze. 
V stavbi so predavalnice, vključno z impresivno zbornico, imenovano Aula, pisarne rektorjev, dekanov in drugih organov univerze ter pisarne številnih uglednih profesorjev. Je upravno središče Jagiellonske univerze. 
Novi kolegij je bil odprt 14. junija 1887. Odločitev o dodelitvi subvencij je bila po dolgih razpravah sprejeta na Dunaju. Vitalne interese univerze je zagovarjal takratni avstrijski finančni minister Julian Dunajewski. Brez njega in njegovega brata, kardinala Albina Dunajewskega, se dela morda sploh ne bi začela.
Zbornica (Aula) je bila že ob slavnostnem odprtju nove stavbe premajhna, da bi sprejela vse goste, čeprav število študentov s približno sto profesorji ni preseglo 1200. Vnela se je debata, ali je treba na velike slovesnosti vabiti tudi žene profesorjev. Večina akademikov je v skladu s takratnimi trendi nasprotovala prisotnosti žensk. V arhivu univerze je uradno vabilo, ki se glasi: »Zoll ne potrebuje vstopnice in želi, da je slovesnost izključno moška«. V drugi izjavi Edward Janczewski »izraža svoje nasprotovanje ideji o prisotnosti žensk na slovesnosti«.
Do konca prve svetovne vojne je v avli kolegija visel portret avstrijskega cesarja Franca Jožefa I., ki ga je naslikal Kazimierz Pochwalski. 31. oktobra 1918 je skupina študentov univerze sliko raztrgala na koščke, s čimer je pokazala svojo odločenost za ponovno vzpostavitev neodvisne republike Poljske. Številne druge slike so preživele, vključno s portretoma ustanovnih očetov univerze Kazimirja Velikega in Vladislava Jagela iz zgodnjih šestdesetih let 19. stoletja, sliko kraljice Jadvige, naslikano leta 1900 ob praznovanju njenega jubileja, pa tudi dela Jana Matejka. Med slednjimi je bila tudi njegova slika Kopernik: Pogovor z Bogom. 
V zgornjem nadstropju kolegija je predavalnica, poimenovana po Józefu Szujskem, ki jo zdaj uporabljajo zgodovinarji. V njej je spominska plošča v spomin na dogodke ob akciji nacistične Nemčije, imenovani Sonderaktion Krakau, v kateri je bilo aretiranih 183 profesorjev in kasneje poslanih v taborišči Sachsenhausen  in Dachau. Na plošči piše: »Za svobodo duha in služenje znanosti in narodu profesorjev Jagelonske univerze, ki jih je nacistični okupator 6. novembra 1939 s prevaro in s silo odvedel iz te dvorane in zaprl«.
Obnova novogotske stavbe je potekala ob koncu 20. stoletja. Soočala se je s številnimi izzivi, predvsem z oživitvijo prvotne oblike stavbe ob hkratnem izboljšanju njene funkcionalnosti. Leta 1994 je sta se začela obnavljati pročelje in zbornica. Dela so bila zaključena leta 1999. 
- Aula
- Arkade na vhodi v kolegij
- Jan Matejko (1873: Kopernikov pogovor z Bogom